# ليفي أندروود
ليفي أندروود (بالإنجليزية: Levi Underwood)‏ هو محامي وسياسي أمريكي، ولد في 24 ديسمبر 1821 بهاردويك في الولايات المتحدة، وتوفي في 11 مايو 1902. حزبياً، نشط في الحزب الجمهوري والحزب الديمقراطي.